# Jezioro Łańskie
Jezioro Łańskie – jezioro w woj. warmińsko-mazurskim, w powiecie olsztyńskim, w gminie Stawiguda w pobliżu wsi Łańsk, leżące na terenie Równiny Olsztynka
Jezioro ma urozmaiconą linię brzegową i kilka wysp. Największa z nich jest Stodółka – ma ok. 5 ha powierzchni – zaś największy półwysep – Lalka – ok. 1,3 km długości. Znajduje się tu ośrodek wypoczynkowy. Przez jezioro przepływa rzeka Łyna. Lasy na wschodnim brzegu objęte są ochroną w rezerwacie Las Warmiński.

## Dane morfometryczne
Powierzchnia zwierciadła wody według różnych źródeł wynosi od 1042,3 ha do 1070,0 ha.
Zwierciadło wody położone jest na wysokości 134,9 m n.p.m. lub 134,7 m n.p.m. Średnia głębokość jeziora wynosi 16,0 m, natomiast głębokość maksymalna 53,0 m lub 54 m.
Na podstawie badań przeprowadzonych w 2003 roku wody jeziora zaliczono do II klasy czystości.

## Hydronimia
Według urzędowego spisu opracowanego przez Komisję Nazw Miejscowości i Obiektów Fizjograficznych (KNMiOF) nazwa tego jeziora to Jezioro Łańskie. W różnych publikacjach pojawiają się także inne nazwy tego jeziora takie jak: Łańsk lub Łojsk.